# Palenque
17°30′32.447″N 91°58′53.972″V / 17.50901306°N 91.98165889°V
Palenque er en by i den mexikanske delstat Chiapas og ligger 191 km fra San Cristóbal de Las Casas.
Et stykke fra Palenque ligger vandfaldene Agua Azul og Misol-Ha og flodlejet Agua Clara.
Palenque er også navnet på de nærliggende mayaruiner ("Zona Arqueológica de Palenque").
Denne række af ruiner ligger i junglen.
En af bygningerne – Inskriptionstemplet – er et begravelsesmonument for kongen Pacal den Store og indeholder hans sarkofag.
Dette tempel er med 600 hieroglyffer den næstlængste maya-inskription. Palenque ruinerne har været på UNESCOs Verdensarvsliste siden 1987.